# 斥和碑
斥和碑（せきわひ、척화비）ないし斥洋碑（せきようひ）とは、同治10年（1871年）に大院君政権（第一次）によって李氏朝鮮全土に建てられた鎖国政策維持の固い意志を示した石碑。

## 沿革と文面

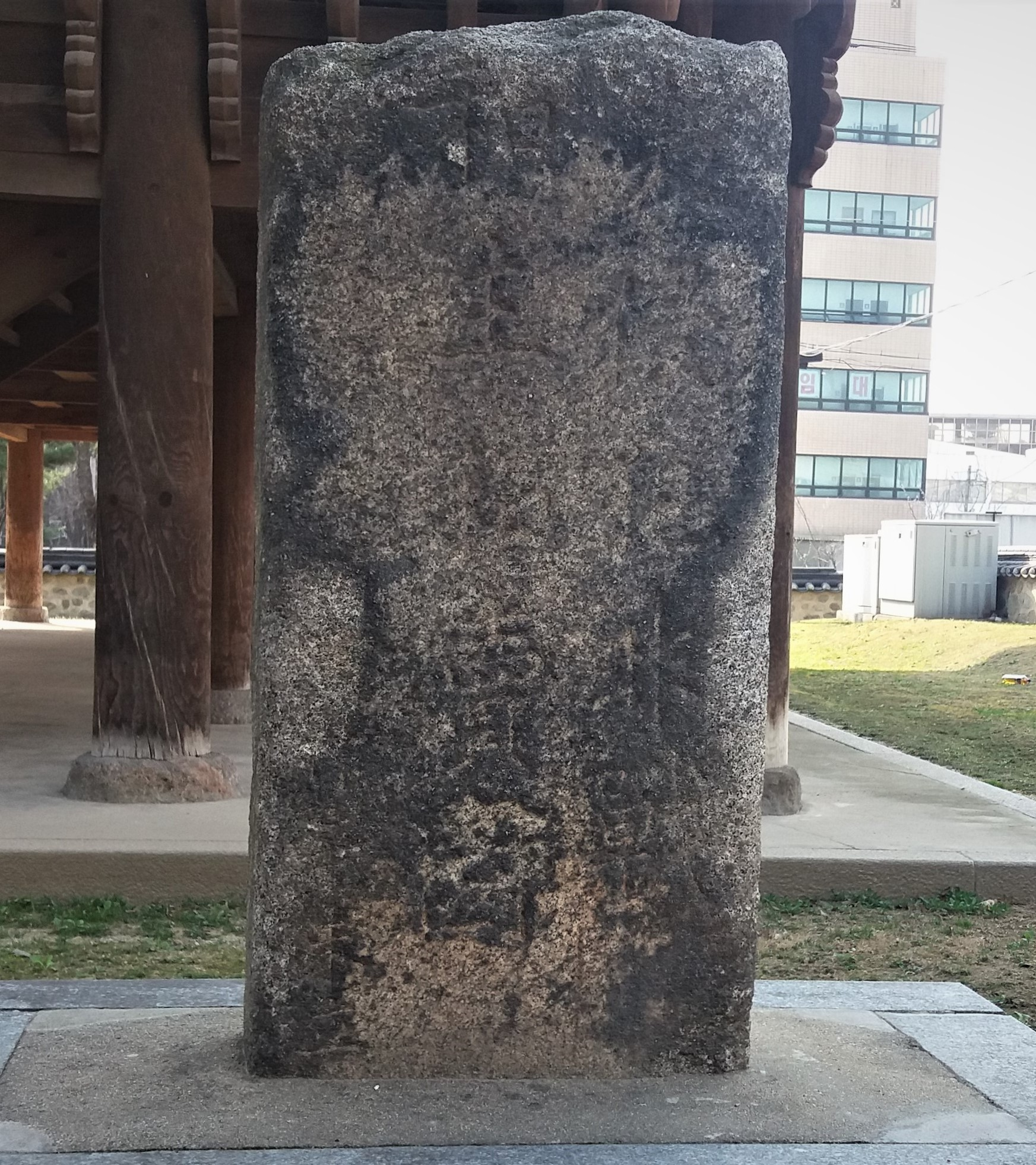
斥和碑「洋夷侵犯非戰則（改行）和主和賣國」（1871年建立、清州）

思想ないし思想傾向としての衛正斥邪は、国家の「正学」である朱子学を強力に擁護して洋学やキリスト教はじめ異端の学を徹底的に排除しようというもので、全国に展開された書院によって一般的に普及・浸透していたが、それを政治的な原理として強力に進めようとしたのが1864年より始まる大院君政権であった。若年の王高宗の実父として執権をにぎった興宣大院君は、衛正斥邪政策を強力に推し進め、新興宗教である東学や西洋からもたらされた天主教（カトリック教会）に激しい弾圧を加えた。また、「洋夷」すなわち西欧諸国の勢力が朝鮮半島の沿岸におよぶや、大院君はこれを強硬に排撃したため、丙寅洋擾、辛未洋擾と呼ばれる事件が起こった。このとき、興宣大院君は、朝鮮全土八道四郡に「斥和碑（斥洋碑）」を建立した。碑の建立は、辛未洋擾のあった同治10年4月（1871年6月）から始まった。この碑には、
の文面が刻まれており、西洋諸国との和親を断固拒絶して戦争に訴えても鎖国を維持するとの固い意志を示すものであった。また、裏面には、
が刻され、これを祖法として子々孫々もこれにしたがうべきことを示した。多くは花崗岩製で、漢城（現、ソウル特別市）はじめ朝鮮各地の交通の要衝200か所に建てられた。その後、大院君政権は、西洋文明を受け入れた日本も西洋諸国と同一視して（倭洋一体）、通商を求める日本に対しても強硬な姿勢をとった。この碑は、外国の侵略を撃退するうえでは成果を挙げたが、朝鮮の近代化を遅らせる結果しかもたらさなかったと評価される。
光緒8年8月（1882年9月）、閔氏政権に対する「旧軍」兵士の反乱から起こった壬午軍乱が清国軍の興宣大院君拉致によって終結すると、大院君の子息で朝鮮王の高宗は教書をくだし、開国・開化を国是とすること、邪教は退けるが西洋の技術や制度は学ぶべきことを明示し、斥和碑の撤去を命じた。
現在は、ソウル、釜山、慶州、慶尚道の東萊郡・咸陽郡、忠清道の清州市など大韓民国国内で約30基の遺物が確認されている。

## 各地の斥和碑

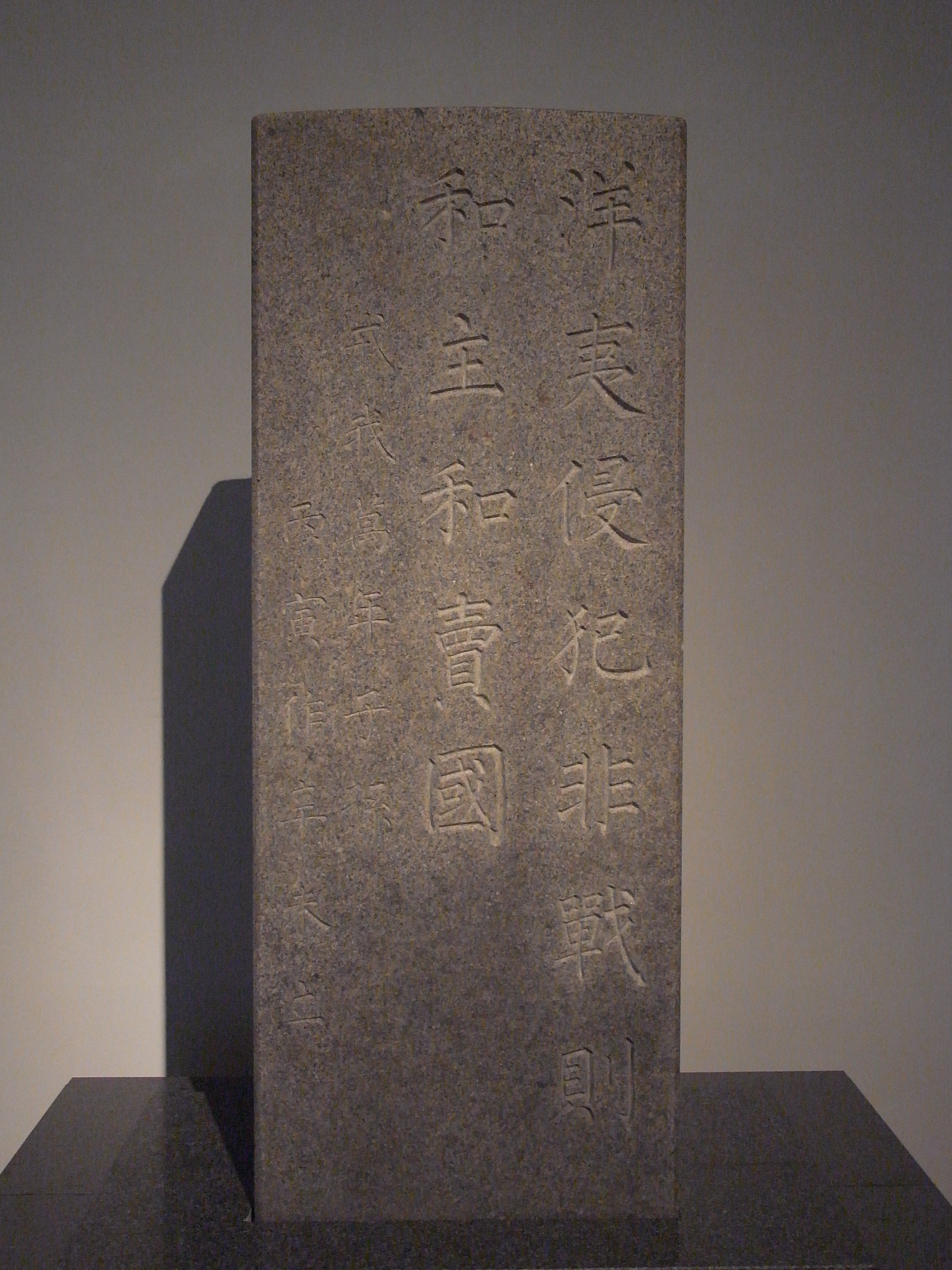
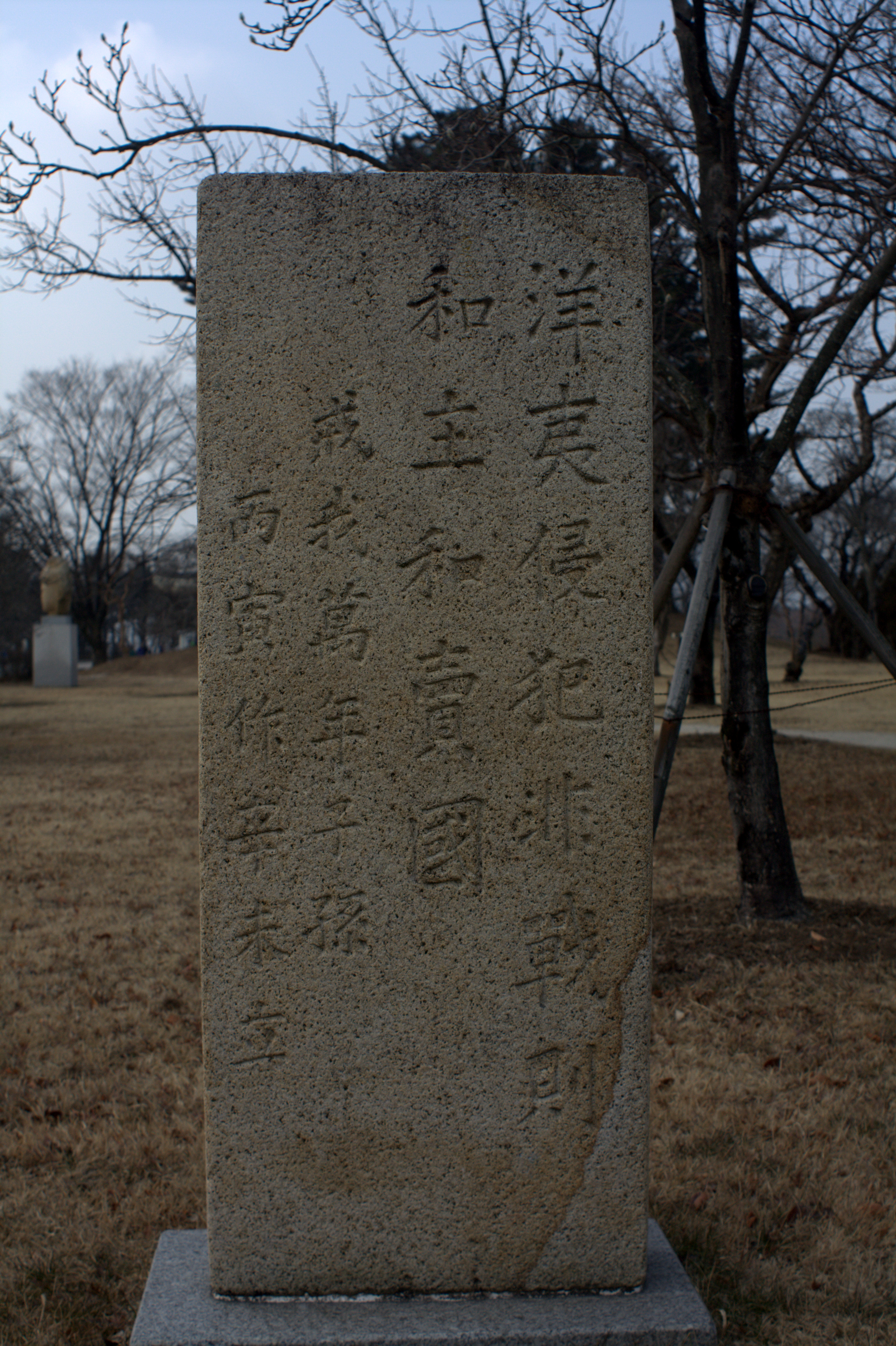
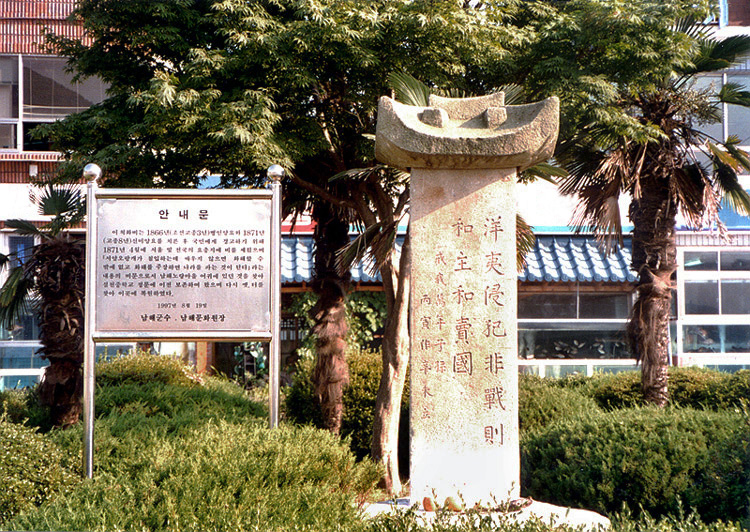
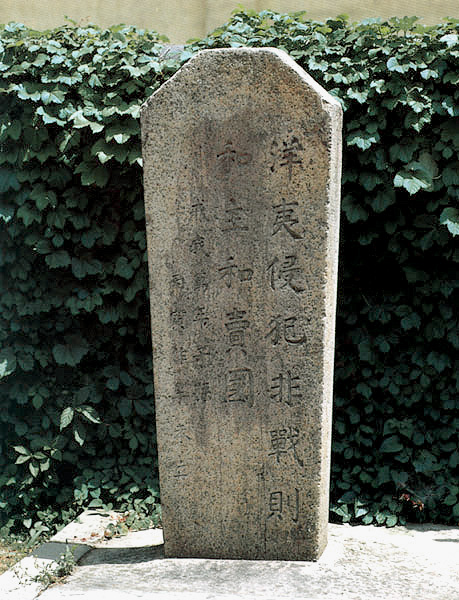
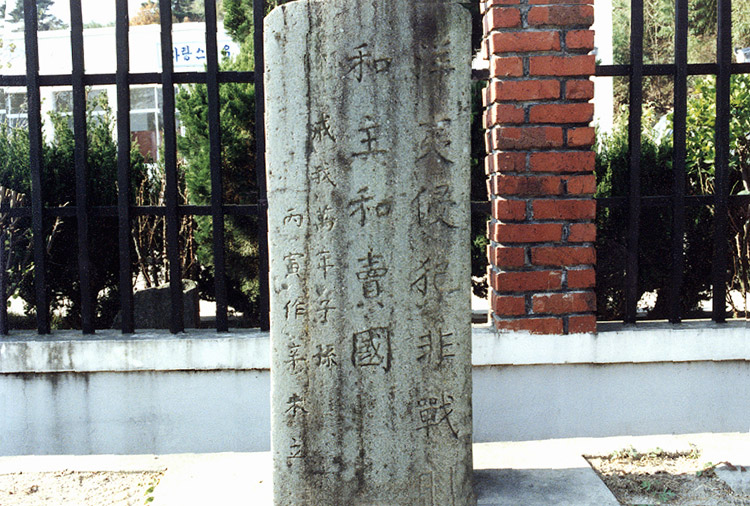